# Титановые руды
Титановые руды — минеральные образования, из которых экономически целесообразно и технологически возможно добывать металл титан (Тi), один из важнейших конструкционных и стратегических металлов. Учитывая удельную прочность, твердость и коррозионную стойкость, титан используется для построения самолетов, космических кораблей, сложной химической аппаратуры и ядерной техники. Благодаря замене стали на титан вес самолётов значительно уменьшается, и их эффективность значительно увеличивается.

## Общее описание
Главные минералы титановых руд: ильменит (43,7-52,8 % ТiO2); рутил, анатаз и брукит (94,2-99,5); лейкоксен (61,9-97,6); лопарит (38,3-41); сфен (33,7-40,8); перовскит (38,7-57,8). Большинство месторождений, из руд которых получают титан, комплексные. Наряду с титаном из них извлекают Fe, V, Zr, Sc, P. Перспективное попутное получение Nb, Та, Th, РЗЭ. Промышленные месторождения титановых руд делятся на магматические, экзогенные и метаморфогенные. Содержание ТiO2 в рудах в зависимости от типа месторождений колеблется в пределах 0,5-35 %. По качеству руды титана подразделяют на богатые, средние и бедные (см. табл). Мировые запасы титановых руд — около 400 млн.т., которые на 70-80 % находятся в коренных титаномагнетитових, ильменитовых, перовскитових и прочих рудах. Россыпи составляют 20-30 % запасов, хотя современная добыча титана на 60 % осуществляется из россыпей. Главные добывающие страны: Австралия, Канада, Южно — Африканская Республика, Норвегия, Мозамбик, КНР, Украина, Сенегал. Содержание ТiO2 в ильменитовых концентратах — 42-45 %, в рутиловых — до 95 %.
Основными производителями титанового концентрата являются Австралия, Соединённые Штаты Америки, Норвегия и Украина. Производство металлического титана налажено в России, Соединённых Штатах Америки, Англии и Японии. Уникальные коренные месторождения имеют запасы в десятки миллионов тонн, крупные — в единицы миллионов тонн, мелкие — в сотни тысяч тонн TiO2. Для россыпных месторождений порядок цифр уменьшается вдвое. Промышленными месторождениями считаются те, которые содержат в рудах более 10 % TiO2 в коренных месторождениях и более 10 % ильменита или 1,5 % рутила в россыпях. Вредные примеси — Cr, Р и S.
Среди промышленных месторождений титана выделяют: магматические, россыпные, выветривания, осадочно-вулканогенные и метаморфогенные. Наиболее значительные промышленные магматические месторождения титана приуроченные к большим массивам анортозитовой формации, площадью в сотни и тысячи квадратных километров. Примеры: месторождения Лак Тио в Канаде; Мало-Тагульское, Лисанское, Кручининское и Чинейского массива (Читинская область, на трассе БАМ) — в Российской Федерации. Лак Тио — крупнейшее в мире месторождение гематит-ильменитовых руд, которое находится в провинции Квебек, располагает запасами 125 млн. т. В ильменитовых концентратах содержится 35 % диоксида титана и 40 % железа.
Среди россыпных месторождений титана различают две разновидности: прибрежно-морские и континентальные. Главными являются прибрежно-морские комплексные ильменит-рутил-цирконовые россыпи; меньшее значение имеют континентальные аллювиально-делювиальные россыпи ильменита. Из современных прибрежно-морских россыпей рутил и ильменит добывают в Западной Австралии, Индии, Шри-Ланке, Сьерра-Леоне, частично в Бразилии и Соединённых Штатах Америки. Большие запасы ильменитовых песков обнаружены у северного побережья Гренландии, на восточном побережье Мадагаскара, вдоль берегов озера Малави, на побережье Мозамбика и Новой Зеландии. Прибрежно-морские ильменит-рутил-цирконовые комплексные россыпи отличаются большими размерами и крупными запасами. Для них характерны пласто- или линзообразные залежи, мощность которых достигает десятков метров, а протяженность — нескольких десятков километров при ширине до километра. Пески обычно тонко- и мелкозернистые. Промышленное содержание в россыпях ильменита и рутила — от десятков до сотен килограммов на 1 м3. Континентальные россыпи ильменита распространены преимущественно в алювии, элювии и пролювии четвертичных, палеогеновых и нижнемеловых отложений. Рудные тела аллювиальных россыпей обычно имеют форму лентовидных залежей, приуроченных к долинам рек. Рудные минералы накапливаются в нижних горизонтах, в наиболее грубообломочном материале, представленном крупнозернистым песком, гравием или мелким галечником. По минеральному составу континентальные россыпи обычно полимиктовые (кварц, полевой шпат, каолинит). Размеры зерен ильменита 0,1-0,25 мм и больше. Содержание ильменита в промышленных континентальных россыпях — от нескольких десятков до нескольких сотен килограммов на 1 м3.
Современные и погребённые титаноносные коры выветривания образуются в габбро-анортозитах (Волынский массив) и метаморфических породах (Украинский щит, Казахстан). Мощность кор выветривания достигает нескольких десятков метров. Ильменита содержится до нескольких сотен, а рутила — до нескольких десятков килограммов на 1 м3.
Метаморфизованные месторождения титана образуются при метаморфизме древних россыпей и коренных первично-магнетичных руд. Верхне-протерозойские метаморфизованные россыпи в пределах Башкирского поднятия приурочены к песчаникам зильмердакского времени, где встречаются прослои мощностью до 2,5 м, обогащённые ильменитом (до 250—400 кг/т) и цирконом (до 30 кг/т).